# Vladimír Jirásek
Vladimír Jirásek (1933-2018) fue un deportista checoslovaco que compitió en piragüismo en la modalidad de eslalon. Ganó siete medallas en el Campeonato Mundial de Piragüismo en Eslalon entre los años 1953 y 1959.

## Palmarés internacional
| Campeonato Mundial | Campeonato Mundial | Campeonato Mundial | Campeonato Mundial |
| Año                | Lugar              | Medalla            | Competición        |
| ------------------ | ------------------ | ------------------ | ------------------ |
| 1953               | Merano (Italia)    | Medalla de oro     | C1 por equipos     |
| 1953               | Merano (Italia)    | Medalla de bronce  | C1 individual      |
| 1955               | Tacen (Yugoslavia) | Medalla de oro     | C1 individual      |
| 1955               | Tacen (Yugoslavia) | Medalla de oro     | C1 por equipos     |
| 1957               | Augsburgo (RFA)    | Medalla de bronce  | C1 por equipos     |
| 1959               | Ginebra (Suiza)    | Medalla de oro     | C1 individual      |
| 1959               | Ginebra (Suiza)    | Medalla de oro     | C1 por equipos     |